# Maximilian von Spee

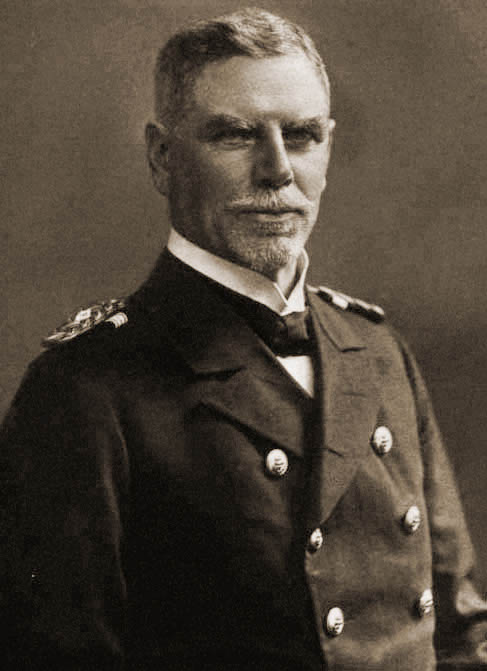
Maximilian Reichsgraf von Spee, 1913

Maximilian Johannes Maria Hubert Reichsgraf von Spee (* 22. Juni 1861 in Kopenhagen; † 8. Dezember 1914 im Südatlantik) war ein Vizeadmiral der deutschen Kaiserlichen Marine. Vier Monate nach Beginn des Ersten Weltkriegs fielen er auf der Scharnhorst und seine beiden Söhne auf der Nürnberg beziehungsweise der Gneisenau im Seegefecht bei den Falklandinseln.

## Leben

Verschiedene ältere Porträts, zwischen 1878 und 1887

### Herkunft und Familie
Spee entstammte dem gleichnamigen Adelsgeschlecht aus dem Rheinland, das seit dem Hochmittelalter belegt ist. Er wurde als vierter Sohn des Grafen Rudolf von Spee (1822–1881) und dessen Gattin Fernanda Maria Sophie geb. Tutein (1832–1913) geboren. Er war Enkel von Graf Franz Anton von Spee (1781–1839) und Urenkel des italienischen Opernsängers Giuseppe Siboni (1780–1839). Die kurpfälzischen Minister Franz Wilhelm Caspar von Hillesheim (1663–1748) und Franz Karl Joseph Anton von Hompesch zu Bolheim (1735–1800), sowie der kurpfälzische Oberstjägermeister Ludwig Anton von Hacke (1682–1752) zählen ebenfalls zu seinen Vorfahren.
Verheiratet war Maximilian von Spee seit 1889 mit Margareta geb. Freiin von der Osten-Sacken (1867–1929). Mit ihr hatte er die beiden Söhne Otto (1890–1914) und Heinrich (1893–1914) sowie die Tochter Huberta (1894–1954).

### Militärische Laufbahn
Maximilian von Spee trat am 23. April 1878 als Kadett in die Kaiserliche Marine ein. 1884/85 diente er als Leutnant zur See im Westafrikanischen Kreuzergeschwader. Seit 1887 Hafenkommandant in Kamerun, musste er wegen schwerem Gelenkrheumatismus heimkehren und wurde für einen Genesungsurlaub freigestellt.
Wieder gesund, fuhr er auf der Moltke. Mit der Deutschland kam er zum Ostasiengeschwader nach China. Dort diente er als Erster Offizier auf dem Schlachtschiff Brandenburg im Rang eines Korvettenkapitäns. Nach der Niederschlagung des Boxeraufstands – Peking fiel im August 1900 – kehrte er nach Deutschland zurück und wurde am 27. Januar 1905 zum Kapitän zur See und Kommandanten der Wittelsbach ernannt. Anschließend war er bis 1910 Chef des Stabes der Marinestation der Nordsee. Am 27. Januar 1910 zum Konteradmiral befördert, führte er als Zweiter Admiral die Aufklärungsschiffe der Hochseeflotte.
Am 4. Dezember 1912 erhielt er als Flaggoffizier das Kommando über das Ostasiengeschwader. Dessen Schiffe – Scharnhorst, Gneisenau, Leipzig, Nürnberg und Emden – lagen in Tsingtau und Simpsonhafen, dem heutigen Rabaul. Am 15. November 1913 wurde Spee zum Vizeadmiral befördert.

### Seekrieg 1914
Nach dem Russisch-Japanischen Krieg von 1904–05 war Russland im Pazifik kein Rivale für Japan mehr, das eine Anglo-Japanischen Allianz einging, somit auch mit britischen Kolonien und Stützpunkten von Indien über Singapur und Australien bis Neuseeland verbündet war. Japan war, wie sich am Ultimatum vom 10. August 1914 und vor allem der Kriegserklärung Japans an Deutschland vom 23. August herausstellte, am deutschen Pachtgebiet Kiautschou mit der Hauptstadt Tsingtau/Qingdao interessiert.

Routen und Stationen des Ostasiengeschwaders 1914/15

Mit der Julikrise 1914 zeichnete sich in Europa ein Krieg ab, bei dem Deutschland im Pazifikraum keine Verbündete haben würde, aber einige weit verstreut in und außerhalb der Deutsche Schutzgebiete in der Südsee operierende Kriegsschiffe. Da der einzige Stützpunkt des Ostasiengeschwader durch Japan bedroht war, wurden die Schiffe mitten in der Südsee zusammengerufen, im Bezirk Ponape mit Hauptinsel Ponape/Pohnpei, wo Kohlevorräte lagerten.
Zu Beginn des Ersten Weltkrieges lag Spee nur mit dem Flaggschiff Scharnhorst sowie der Gneisenau in Ponape, weit entfernt von Stützpunkten und den Seewegen im Pazifischen Ozean. Da Angriffe der Kaiserlich Japanischen Marine auf Tsingtau und des Schlachtkreuzers Australia, des Flaggschiffes der neuen Royal Australian Navy drohten, konnte Spee nur nach Westen in den Indischen Ozean oder nach Osten in Richtung Südamerika ausweichen. Über Funktelegraphie mit Yap und von dort über Seekabel mit Tsingtau in Kontakt, blieb Spee bis zum 6. August 1914 in Pohnpei. Von Honolulu stieß die Nürnberg zu den beiden Schiffen. Vom 11. bis 13. August in Pagan, wurde der Verband durch die Emden, Prinz Eitel Friedrich und einige Versorgungsschiffe verstärkt. Nachschub und besonders Kohle waren knapp. In diesen Tagen wurde die Radiostation auf Yap zerstört, was Spee und seine Schiffe vollends isolierte. Auf dem Marsch zu den Marshallinseln wurde die später berühmt gewordene Emden in den Indik, die Nürnberg zurück nach Honolulu geschickt; sie sollte den Hauptverband der Royal Navy ausfindig machen. Auf den Marshallinseln stieß der Hilfskreuzer Cormoran zum Verband. Spee erfuhr vom befürchteten Kriegseintritt Japans, das am 16. August der Entente beigetreten war. Den britischen Seehandel konnte er nun nur noch an der Westküste Amerikas stören.
Am 29. August machte er sich auf den Weg nach Fanning Island, um die Nürnberg zu treffen. Cormoran und Prinz Eitel Friedrich wurden entlassen. Über Deutsch-Samoa und Tahiti lief die Scharnhorst zu den Marquesas, wo sie aufproviantieren konnte. Auf dem Marsch zur Osterinsel konnte am 3. Oktober Funkverbindung mit der Leipzig und der Dresden hergestellt werden. Spee befahl sie zur Osterinsel, wo sich die Schiffe seines Geschwaders trafen.

#### Gefecht bei Coronel

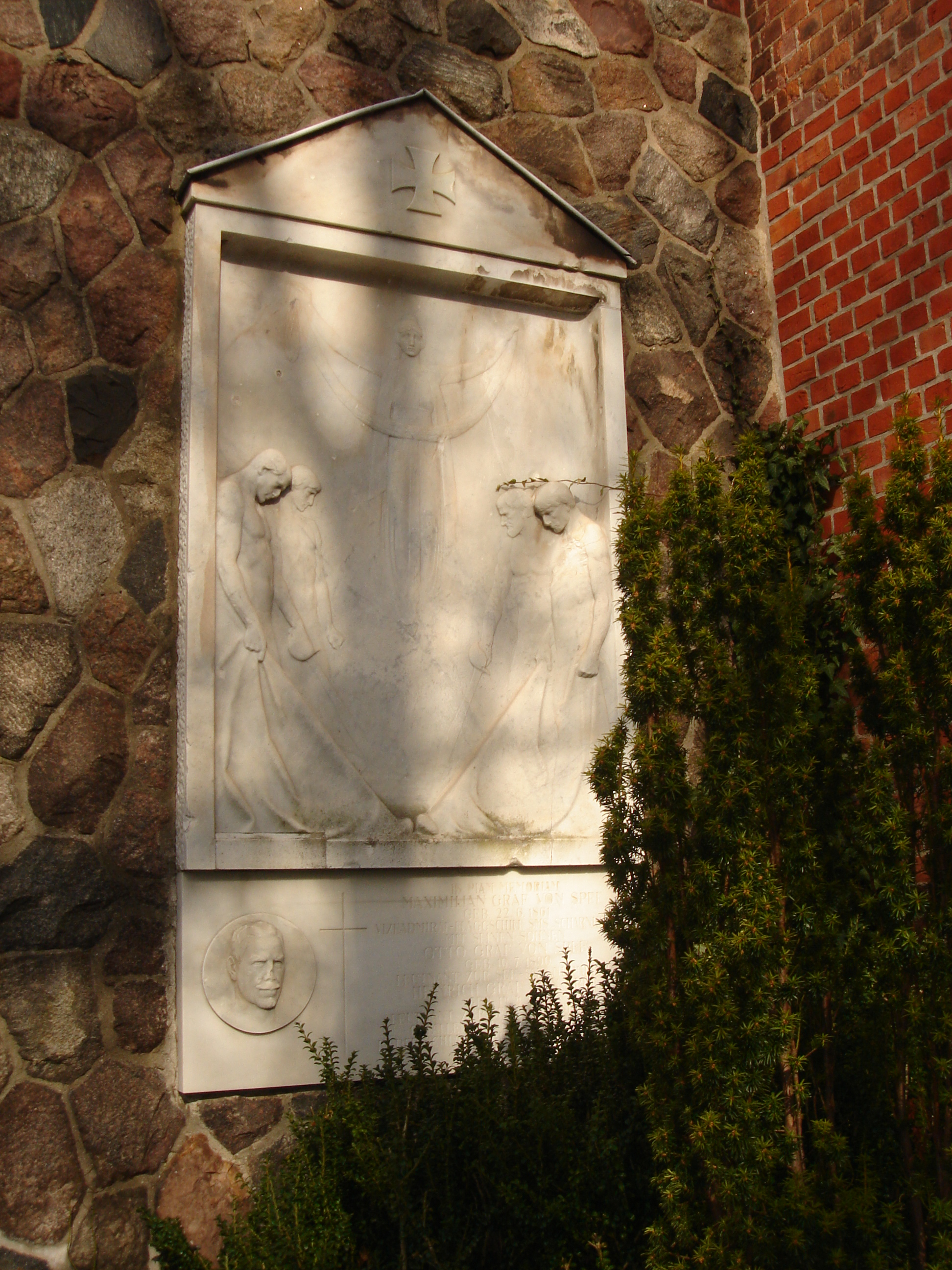
Epitaph für Spee und seine Söhne an St. Heinrich in Kiel

Am nächsten Tag wurde der Funkverkehr von der britischen Station auf Fidschi abgehört. Die britische Admiralität befahl daraufhin Christopher Cradock, sein Geschwader vor Chiles Küste zusammenzuziehen. Spees Verband marschierte über Más Afuera nach Valparaíso, blieb aber außer Sichtweite. Die Glasgow hatte am 31. Oktober Funknachrichten der Leipzig abgehört und lag bereits in Valparaíso. Am nächsten Tag gegen 16 Uhr begann die Schlacht vor Coronel.
Durch geschicktes Ausnutzen der Licht-, Wind- und Seeverhältnisse und mittels ihrer moderneren Ausstattung gelang es den Deutschen innerhalb von drei Stunden, die beiden englischen Panzerkreuzer zu versenken und die beschädigten Schiffe Glasgow und Otranto zur Flucht zu zwingen.
Good Hope und Monmouth sanken mit 1600 Mann und Admiral Cradock; dies überraschte und schockierte die britische Admiralität und Öffentlichkeit. Die Admiralität schickte Frederik Doveton Sturdee mit den Schlachtkreuzern Invincible und Inflexible auf die Jagd nach Spee. Der lief in Valparaíso ein, bunkerte Kohle auf Más Afuera und verlegte über Valparaíso in den Golf von Penas. Nachdem er dort Kohle von vier deutschen Frachtern übernommen hatte, nahm er am 26. November die Anker auf.

#### Gefecht bei den Falklands

Totenzettel, 1914

Nachdem der Verband um Mitternacht vom 1./2. Dezember Kap Hoorn gerundet hatte, brachte Spee eine britische Bark auf. In Picton wurde ihre Kohleladung auf die deutschen Schiffe verladen. Diese dreitägige Verzögerung erwies sich als schicksalhaft; denn als Spee sich am 8. Dezember 1914 trotz geäußerter Bedenken seiner Stabsoffiziere zum Angriff auf die Funk- und Kohlestation in Port Stanley entschloss, war die Canopus nicht mehr allein im Hafen. Sturdee war mit seinen beiden Schlachtkreuzern am Vortag eingetroffen. Als Spee die Falklandinseln erreichte, eröffnete die Schiffsartillerie der Canopus das Feuer. Vergeblich versuchte Spee nach Osten zu entkommen. Scharnhorst, Gneisenau, Leipzig und Nürnberg wurden versenkt. Über 2200 deutsche Marinesoldaten fanden den Tod. Mit dem Geschwaderchef fielen auch seine beiden Söhne Otto und Heinrich.

## Ehrungen

### Schiffsnamen
Nach Graf von Spee wurden später drei Kriegsschiffe benannt:
- Das Vorpostenboot Graf Spee der Kaiserlichen Marine
- Graf Spee – Großer Kreuzer der Mackensen-Klasse der Kaiserlichen Marine, Stapellauf 15. September 1917 – das Schiff blieb unvollendet
- Admiral Graf Spee – Panzerschiff der Deutschland-Klasse der Reichsmarine, Stapellauf am 30. Juni 1934 – Selbstversenkung am 17. Dezember 1939
- Graf Spee – Schulfregatte (1959–1967) der Bundesmarine

### Gedenkorte
- Friedhof Punta Arenas, Chile

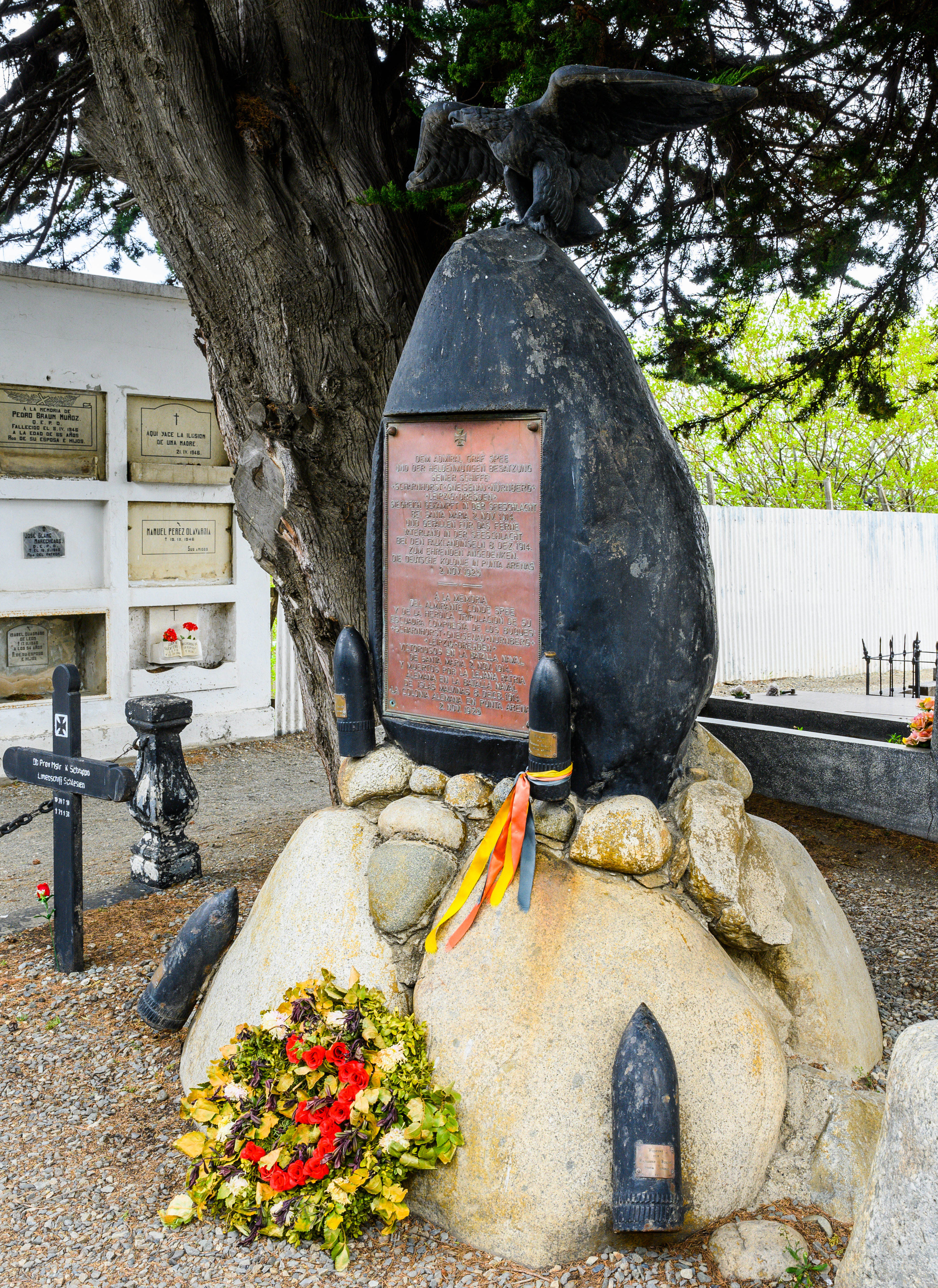
Denkmal in Punta Arenas

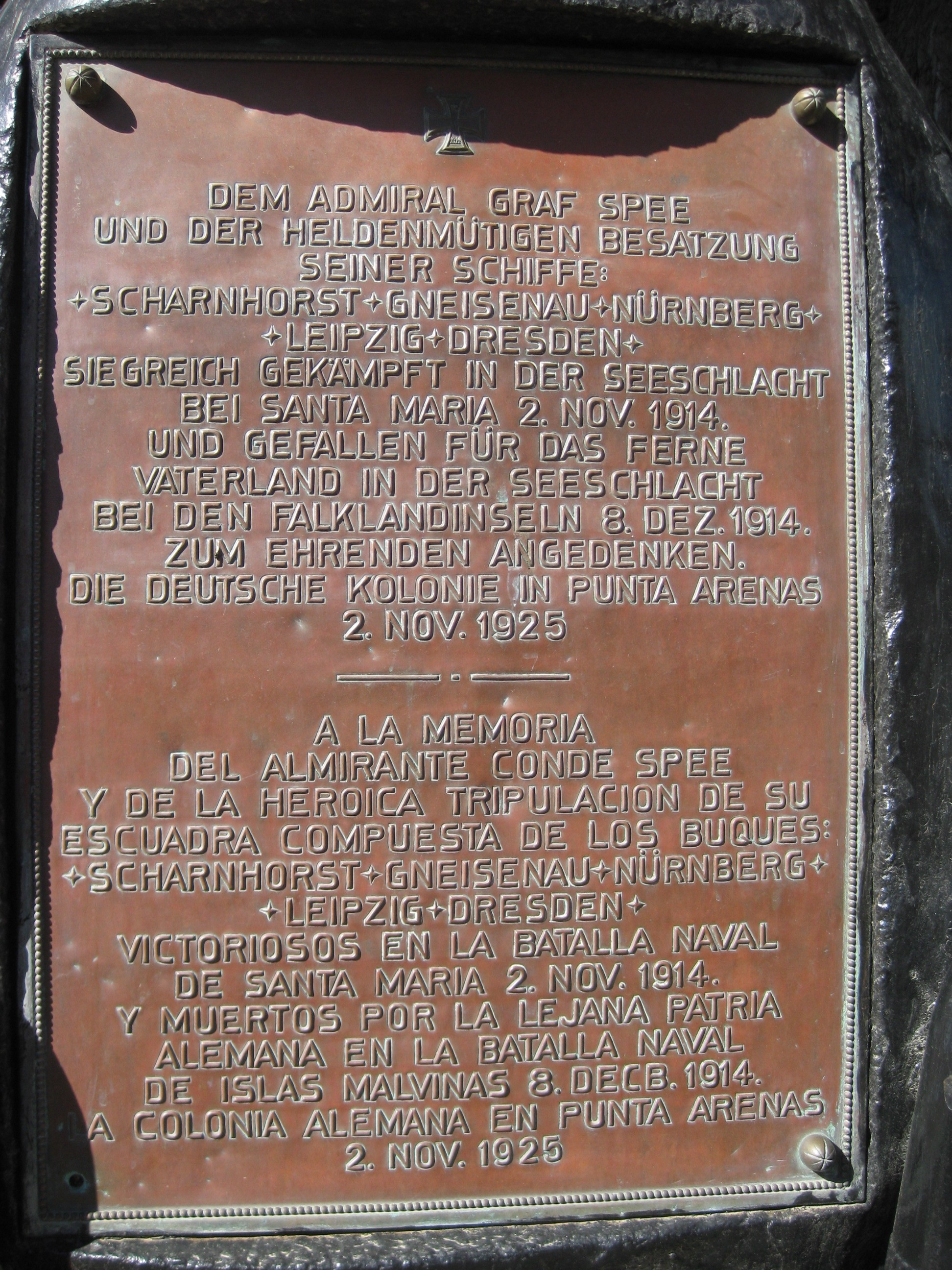
Inschrift

- Kiel: Gedenktafel für Spee und die Söhne an der St.-Heinrichs-Kirche, der katholischen Garnisonkirche. Hinter Buschwerk versteckt und seit Jahrzehnten ungepflegt, ist das marmorne Trauerrelief mit Spees Porträt an der rechten Außenwand des Eingangs nur mit Bedacht zu finden.
- Düsseldorf: Gedenktafel für Spee und seine Söhne über dem Torbogen des Spee’schen Palais (heute Stadtmuseum). Diese wurde am 21. Juni 1936 vom Heimatverein Düsseldorfer Jonges e. V. gestiftet.

### Straßennamen
- Aurich
- Berlin-Tiergarten: von 1933 bis 1989 war die heutige Hiroshimastraße beim Reichsmarineamt nach ihm benannt[6]
- Bremen-Hastedt
- Düsseldorf: Speestraße
- Dortmund Speestraße im Stadtbezirk Innenstadt-Nord (benannt 1975); 2014 bezeichnete das Stadtarchiv den Straßennamen in einer Stellungnahme als „politisch belastet“ und befürwortete die Umbenennung.[7]
- Duisburg: Graf-Spee-Straße im Stadtteil Hüttenheim
- Essen: Schule und Straße in Bredeney
- Freiburg im Breisgau: Admiral-Spee-Straße im Stadtteil Wiehre
- Kiel: Graf-Spee-Straße im Stadtteil Blücherplatz (seit 1936)[8]
- Königsberg (Preußen): Graf-Spee-Straße in Amalienau
- München-Trudering: Graf-Spee-Platz
- Münster: Admiral-Spee-Straße im Mauritzviertel – dort wurde 1936 eine Reihe von Straßen nach Kriegsschauplätzen und Teilnehmern des Ersten Weltkriegs benannt (auch Skagerrak-, Gorch-Fock-, Otto-Weddigen-Straße)[9]
- Oldenburg (Oldenburg): Straße in Donnerschwee
- Regensburg
- Trier: Speestraße
- Westerland: Straße in der ehemaligen Marinesiedlung
- Fulda: Graf-Spee-Straße
- Meschede: Graf-von-Spee Straße in OT Grevenstein
- Brilon: Graf-von-Spee Straße im Stadtteil Alme